# Tha Hall of Game
Tha Hall of Game — третій студійний альбом американського репера E-40, виданий лейблами Jive Records та Sick Wid It Records 29 жовтня 1996 р. Виконавчий продюсер: E-40. Платівка містить продакшн від Ента Бенкса, Майка Мослі, Ріка Рока, Studio Ton, Тоуна Капоне та ін. Реліз посів 2-ге місце в чарті Top R&B/Hip-Hop Albums та 4-ї сходинки в чарті Billboard 200. У записі альбому взяли участь B-Legit, D-Shot, Suga-T, Тупак, Luniz, Cold 187um, Kokane, Keak da Sneak, Levitti та ін.
Для реклами платівки зняли два відеокліпи: «Rapper's Ball» (у відео також присутні Тупак, Ice-T та Mack 10) і «Things'll Never Change». Як сингл «Things'll Never Change»/«Rapper's Ball» видали 18 вересня 1996.

## Список пісень
1. «Record Haters»
2. «Rapper's Ball» (з участю Too Short та K-Ci)
3. «Growing Up»
4. «Million Dollar Spot» (з участю 2Pac та B-Legit)
5. «Mack Minister» (Skit)
6. «I Wanna Thank You» (з участю Suga-T)
7. «The Story»
8. «My Drinking Club» (з участю Young Mugzi та Levitti)
9. «Ring It» (з участю Spice 1, Keak da Sneak та Harm)
10. «Pimp Talk» (Skit)
11. «Keep Pimpin'» (з участю D-Shot)
12. «I Like What You Do to Me» (з участю B-Legit)
13. «Things'll Never Change» (з участю Bo-Roc)
14. «Circumstances» (з участю Luniz, Cold 187um, Kokane, Celly Cel та T-Pup)
15. «It Is What It Is» (з участю Kaveo)
16. «Smebbin'»

## Семпли
- «Ring It»
  - «Telephone Bill» у вик. Джонні Вотсона
  - «187 Proof» у вик. Spice 1
- «I Wanna Thank You»
  - «I Want to Thank You» у вик. Аліши Маєрс
  - «Ready for Your Love» у вик. Mtume
- «Rappers' Ball»
  - «Playboy Short» у вик. Too Short
- «The Story»
  - «Friends» у вик. Whodini
  - «Paul Revere» у вик. Beastie Boys
- «Things'll Never Change»
  - «Here We Go (Live at the Funhouse)» у вик. Run-DMC
  - «The Way It Is» у вик. Bruce Horsnby and the Range
- «Smebbin'»
  - «Da Bumble» у вик. E-40
  - «Learn About It» у вик. The Click

## Чартові позиції
Альбому
| Chart (1996)              | Найвища позиція |
| ------------------------- | --------------- |
| США                       | 4               |
| US Top R&B/Hip-Hop Albums | 2               |

Синглу
| Пісня                                     | Чарт (1997)                | Найвища позиція |
| ----------------------------------------- | -------------------------- | --------------- |
| «Things'll Never Change»/ «Rapper's Ball» | US Billboard Hot 100       | 29              |
| «Things'll Never Change»/ «Rapper's Ball» | US Hot Dance Singles Sales | 26              |
| «Things'll Never Change»/ «Rapper's Ball» | US Hot R&B/Hip-Hop Songs   | 19              |
| «Things'll Never Change»/ «Rapper's Ball» | US Rap Songs               | 4               |
| «Things'll Never Change»/ «Rapper's Ball» | US Rhythmic Airplay Chart  | 30              |